# Самуїл Яків Загара
Самуї́л Я́ків Зага́ра (англ. Samuel Jack Zahara) — сержант Канадських збройних сил, учасник Другої світової війни.

## З життєпису
Син пані Марії Халатурник з Гардентону, Манітоба (Gardenton, Manitoba).
Відзначений срібною медалею США за геройський вчинок у бою. Пан Загара 16 лютого 1944 року в Італії у бою під Анціо, при майже повному збуренні укріплень стрільнями противника, не уступив і вирятував під вогнем жовніра, котрого замало що цілком були привалили звалища.